# Omonville-la-Rogue
Omonville-la-Rogue é uma ex-comuna francesa na região administrativa da Normandia, no departamento Mancha. Estendeu-se por uma área de 4,29 km². Em 2010 a comuna tinha 524 habitantes (densidade: 122,1 hab./km²).
Em 1 de janeiro de 2017 foi fundida com as comunas de Beaumont-Hague, Acqueville, Auderville, Biville, Branville-Hague, Digulleville, Éculleville, Flottemanville-Hague, Gréville-Hague, Herqueville, Jobourg, Omonville-la-Petite, Sainte-Croix-Hague, Saint-Germain-des-Vaux, Tonneville, Urville-Nacqueville, Vasteville e Vauville para a criação da nova comuna de La Hague.